# HD 184961
HD 184961，又名BD+22 3741，SAO 87426、HR 7452，是一颗恒星，视星等为6.32，位于銀經57.99，銀緯0.91，其B1900.0坐标为赤經19h 31m 51.6s，赤緯+22° 0.91′ 50″。